# 大島正毅
大島 正毅（おおしま　まさたけ、1865年10月2日（慶応元年8月13日） -  1946年（昭和21年）10月30日）は、日本の海軍軍人。海兵15期、海軍中将。

## 経歴
栃木県平民大島豊平の長男として生まれる。明治30年7月に家督を相績する。
明治22年に、海軍兵学校を卒業し、海軍少尉に任せられ、累進、

## 栄典
位階
- 1895年（明治28年）1月23日 - 従七位[1]
- 1915年（大正4年）4月20日 - 正五位[2]

勲章等
- 1902年（明治35年）5月10日 - 明治三十三年従軍記章[3]
- 1906年（明治39年）4月1日 - 功四級金鵄勲章・勲三等旭日中綬章・明治三十七八年従軍記章[4]